# Мендоса, Андрес (перуанский футболист)
Андре́с Аугу́сто Мендо́са Асеве́до (исп. Andrés Augusto Mendoza Azevedo; 26 апреля 1978, Чинча-Альта, Перу) — перуанский футболист, нападающий. С 1999 по 2007 годы выступал за национальную сборную Перу. Крепкий, физически сильный, техничный нападающий.

## Карьера

### Клубная
Футболом начинал заниматься с десяти лет в перуанском клубе «Спортинг Кристал». В 1997 году играл в финале Кубка Либертадорес, где его клуб проиграл бразильскому «Крузейро» 0:1. В 1999 году перешёл в «Брюгге». Первый сезон в Бельгии был неудачным — забил всего один гол. В последующие годы забивал не менее 12 мячей за сезон. Отметился хет-триком в ворота «Мускрона» в финале Кубка Бельгии в 2002 (3:1). В 2003 году выиграл чемпионат Бельгии. Годом позже он ещё раз выиграл национальный чемпионат. Летом 2004 года перешёл в «Металлург» (Донецк). В первом сезоне забил 12 мячей. В 2005 году был отдан в аренду «Марселю». Дебютировал 30 июля в матче против «Бордо» (0:2). В 2006 году, незадолго до начала сезона в России был отдан в аренду «Динамо» (Москва), где сыграл 3 матча. В 2008 году был продан «Стяуа» за 1,5 млн евро. Там сыграл половину сезона, а летом отправился играть за «Морелию».

### В сборной
В сборной Перу дебютировал в 1999 году. Он принял участие в отборочных играх на чемпионат мира в 2002 и 2006, где Перу выступила неудачно. Играл на Кубках Америки в 2004 и 2007.

## Личная жизнь
Отца зовут Андрес, мать — Эриверта, есть две младшие сестры. Его родители — крестьяне. Среди родственников было несколько профессиональных футболистов. Его отец играл в футбол на любительском уровне. Свой первый профессиональный контракт Мендоса подписал в 18 лет. Его оказалось достаточно, чтобы сделать первую в жизни большую покупку — дом. Автомобиль появился чуть позже, когда ему было 20 лет. Это была американская Honda Acura. Жену зовут Мариэла, вместе воспитывают двух сыновей — Десали и Патрика.

## Статистика
| Сезон   | Клуб             | Страна       | Лига        | Матчи | Голы |
| ------- | ---------------- | ------------ | ----------- | ----- | ---- |
| 1996    | Спортинг Кристал | Флаг Перу    | Примера     | 20    | 1    |
| 1997    | Спортинг Кристал | Флаг Перу    | Примера     | 11    | 2    |
| 1998    | Спортинг Кристал | Флаг Перу    | Примера     | 30    | 14   |
| 1999    | Спортинг Кристал | Флаг Перу    | Примера     | 6     | 3    |
| 1999/00 | Брюгге           | Флаг Бельгии | Лига Жюпиле | 10    | 1    |
| 2000/01 | Брюгге           | Флаг Бельгии | Лига Жюпиле | 33    | 12   |
| 2001/02 | Брюгге           | Флаг Бельгии | Лига Жюпиле | 32    | 15   |
| 2002/03 | Брюгге           | Флаг Бельгии | Лига Жюпиле | 29    | 12   |
| 2003/04 | Брюгге           | Флаг Бельгии | Лига Жюпиле | 25    | 14   |
| 2004/05 | Металлург        | Флаг Украины | Высшая Лига | 21    | 12   |
| 2005/06 | Марсель          | Флаг Франции | Лига 1      | 11    | 0    |
| 2006    | Динамо           | Флаг России  | РФПЛ        | 3     | 0    |
| 2006/07 | Металлург        | Флаг Украины | Высшая Лига | 9     | 3    |
| 2007/08 | Стяуа            | Флаг Румынии | Лига I      | 14    | 2    |
| 2008/09 | Монаркас Морелия | Флаг Мексики | Апертура    | 27    | 13   |